# Onán Barreiros
Onán Barreiros Rodríguez (ur. 3 listopada 1981 r. w Las Palmas de Gran Canaria) – reprezentant Hiszpanii w żeglarstwie w klasie 470, uczestnik Letnich Igrzysk Olimpijskich 2008 i 2012. Jest sternikiem i specjalizuje się w dwuosobowych klasach: 420 i 470. Reprezentował Hiszpanię wraz z załogantem Aarónem Sarmiento. Trenuje w klubie Royal Nautical Club w Gran Canaria, a jego trenerem i mentorem jest Jorge Angulo. Jego najlepszy wynik w światowym rankingu klasy 470 to miejsce 3, które zajmował 30 listopada 2015.
Barreiros oficjalnie zadebiutował na Letnich Igrzyskach Olimpijskich 2008 w Pekinie, gdzie z załogantem Aarónem Sarmiento w klasie 470 mężczyzn. Hiszpański duet zakończył regaty poza podium, zajmując piąte miejscem z dorobkiem 87 punktów, ze stratą tylko 9 punktów do brązowych medalistów, francuskiej załogi Nicolas Charbonnier i Olivier Bausset.
Na Letnich Igrzyskach Olimpijskich 2012 w Londynie Barreiros po raz drugi rywalizował jako sternik w klasie 470 mężczyzn, kończąc na miejscu dziewiątym, za co otrzymał prawo startu w Mistrzostwach Świata ISAF w Perth w Australii. Po raz kolejny wystartował z Sarmiento. Szansę startu w wyścigu medalowym Hiszpanie przegrali jednym punktem ze Szwedami i ostatecznie zajęli jedenaste miejsce na 27 startujących zespołów z wynikiem 104 punktów netto.